# Batalla de Módena (72 a. C.)
La batalla de Módena fue un enfrentamiento militar librado durante la tercera guerra servil en el 72 a. C., entre las fuerzas de la República romana y los esclavos rebeldes de Espartaco, con la victoria de los segundos.
Después de vencer a los cónsules, el caudillo rebelde siguió su avance al norte para cruzar los Alpes, enfrentándose al gobernador de la Galia Cisalpina, el procónsul Cayo Casio Longino y el pretor Cneo Manlio. El procónsul tenía 10 000 soldados pero en la batalla que se dio cerca de Mutina (Módena) se sabe que el campamento romano fue tomado, muriendo muchos legionarios. También que los victoriosos rebeldes quedaron cargados de botín. Orosio dice que el procónsul murió en la batalla. En cambio, Plutarco que escapó con dificultad.
La guerra ya llevaba tres años, así que cuando se hicieron las votaciones para nuevos pretores salió electo Marco Licinio Craso, quien organizó nuevas legiones para salir detrás de Espartaco. Pronto se les unieron las vencidas legiones de los cónsules, a las que hizo diezmar. Luego consiguió vencer al propio Espartaco y perseguirlo hasta arrinconarlo contra el mar, cuando los esclavos intentaron huir a Sicilia. No está claro por qué el caudillo abandonó la idea de escapar hacia el norte y volvió sus pasos hacia el sur de la península itálica.